# كارولين سيمبسون
كارولين سيمبسون (بالإنجليزية: Carolyn Simpson) هي قاضية أسترالية، ولدت في 30 مارس 1946 في فوربس ‏ في أستراليا.